# Čremošnianske lazy
Čremošnianske lazy (771 m) lub Husny vrch – wzniesienie w Wielkiej Fatrze na Słowacji znajdujące się w jej południowo-zachodniej części po północnej stronie wsi Rakša. 
Jest to stosunkowo płaskie i rozległe wzgórze pokryte łąkami. Jego północno-wschodnie stoki opadają do doliny potoku Dolinka, południowo-zachodnie do dolinki  Somolickiego potoku. We wschodniej części wzniesienia na zboczach doliny potoku Dolinka znajdują się wyciągi narciarskie i skrzyżowanie szlaków turystycznych  Čremošnianske lazy.

## Turystyka
Dzięki otwartym przestrzeniom łąk Čremošnianske lazy są dobrym punktem widokowym na Kotlinę Turczańśką i wznoszące się po jej drugiej stronie góry Żar i Mała Fatra. Prowadzą przez nie dwa szlaki turystyczne.
  Háj – Čremošnianske lazy – Žarnovická dolina – Kôpka – Veľká Skalná, ustie – Košarisko (skrzyżowanie z czerwonym szlakiem do hotelu górskiego Kráľova studňa. Odległość 13,6 km, suma podejść 885 m, suma zejść 205 m, czas przejścia 4:15 h, z powrotem 3:40 h.
  Čremošné – Čremošnianske lazy (skrzyżowanie szlaków). Odległość 1,2 km, suma podejść 145 m, czas przejścia 30 min, z powrotem 20 min.